# ورنون هیلز (ایلینوی)
ورنون هیلز (به انگلیسی: Vernon Hills) یک روستا در ایالات متحده آمریکا است که در ایلینوی واقع شده‌است. ورنون هیلز ۲۰٫۴۹ کیلومتر مربع مساحت و ۲۵٬۱۱۳ نفر جمعیت دارد.